# Serra d'Enclar
La Serra d'Enclar és una serralada de muntanyes del Principat d'Andorra. A aquesta serralada, en una carena secundària que forma una mitja lluna, hi neix el riu d'Enclar, afluent del riu Valira.
Es troba al sud-oest del Principat d'Andorra, està delimitada pels rius de Montaner al nord, Valira del Nord a l'est i Gran Valira al sud-est.
Des del pic d'Enclar fins al contacte amb el riu d'Os, serveix de frontera política entre Andorra i Espanya.
La collada de Montaner l'enllaca pel nord amb el Pic del Cubil i el conjunt de muntanyes que envolten el poble de Palo
El punt més alt del massís és el Bony de la Pica amb una altitud de 2.404 m, seguit pel
pic d'Enclar que fa 2.382 m i el pic de Carroi amb 2.334 m.
Les seves altituds superen les de les serralades que l'envolten: Serra del Sola, Serra Plana, Serra de Teix, Serra del Cussol, Serra de Padern, Serra d'Encamp o el mateix Pic del Cubil.
La part obaga, coberta de vegetació eurosiberiana, no és tan abrupta com la part solana, que té una vegetació més diversificada i amb alzines que en aquesta zona probablement arriben al seu límit altitudinal a Andorra.